# 加藤能敬
加藤 能敬（かとう よしたか、1949年 - 1972年1月4日）は、日本の革命運動家。連合赤軍メンバー。
愛知県刈谷市出身。東海中学校・高等学校を経て和光大学人文学部入学。京浜安保共闘に参加。
あさま山荘事件で逮捕された加藤兄弟（加藤倫教、その弟）は彼の弟達で、「加藤3兄弟」と呼ばれた。女性メンバーと交際していたのが元で、山岳ベース事件でリンチに遭い、死亡。なお、相手は1月1日に殺害されている。
父親は小学校教員であったが、あさま山荘事件直前に引責辞職していた。

## 加藤能敬を描いた作品
- 映画『実録・連合赤軍 あさま山荘への道程』(2008年) - 役者:高野八誠。

- 漫画『レッド』(作者:山本直樹、2006-2018年) - 黒部一郎のモデルが、加藤能敬。